# 2º Reggimento bersaglieri
Il 2º Reggimento Bersaglieri è stata un'unità del Regio Esercito Italiano e poi dell'Esercito italiano di stanza come sua ultima sede a Legnano.

## Storia

### Origini
Il reggimento, costituito il 31 dicembre 1861 traeva le sue origini dal Comando bersaglieri del 2º Corpo d'armata con sede a Como e all'atto della sua costituzione ha incorporato il II battaglione, costituito nel 1848, nel cui ambito era compresa la 2ª Compagnia antica del Corpo che aveva partecipato alla 1ª Guerra d'indipendenza meritando tre Medaglie di bronzo al valor militare, alla campagna di Crimea del 1855, conseguendone nel corso delle Guerre d'indipendenza una quarta.
Il reggimento tra la fine del XIX secolo e l'inizio del XX secolo prese parte alle guerre coloniali italiane, partecipando, con la formazione di quattro battaglioni, alla guerra in Eritrea nel 1895 e alla campagna di Libia del 1911.

### Prima guerra mondiale
All'entrata in guerra dell'Italia nel primo conflitto mondiale, il reggimento, che aveva la sua sede in tempo di pace a Roma, dopo aver costituito un nuovo battaglione, il II battaglione bersaglieri bis, in sostituzione del II battaglione bersaglieri dislocato in Libia, era costituito anche dal IV, dal XVII e dal II battaglione bersaglieri ciclisti; il reggimento, partito a scaglioni da Roma il 31 marzo 1915, si trovò riunito, all'inizio delle ostilità, nella Conca di Gosaldo ad eccezione del II battaglione ciclisti, partito il 30 maggio da Roma diretto in ferrovia alla volta di Bassano Veneto, dove giunse il 1º giugno.
Il 24 maggio, iniziata l'avanzata delle truppe italiane, il reggimento occupò i villaggi di Mis e di Sagron, rafforzandosi dopo essere giunto al passo di Cereda. Il giorno successivo, mentre il XVII battaglione rimase ivi in riserva, il IV ed il II bis presero rispettivamente a prendere posizione sul Dalaibol e sulle pendici nord di Sasso Padella. Dopo avere occupato il 5 giugno la stretta di Siror e dopo alcuni spostamenti necessari per proteggere la conca di Primiero da eventuali azioni controffensive del nemico, il 2º Reggimento bersaglieri si stabilì sulla linea del Cimerlo - sorgente fondo val Cismon - forcella di Calaita - Col Santo, sostenendo solo qualche piccolo scontro di pattuglie.

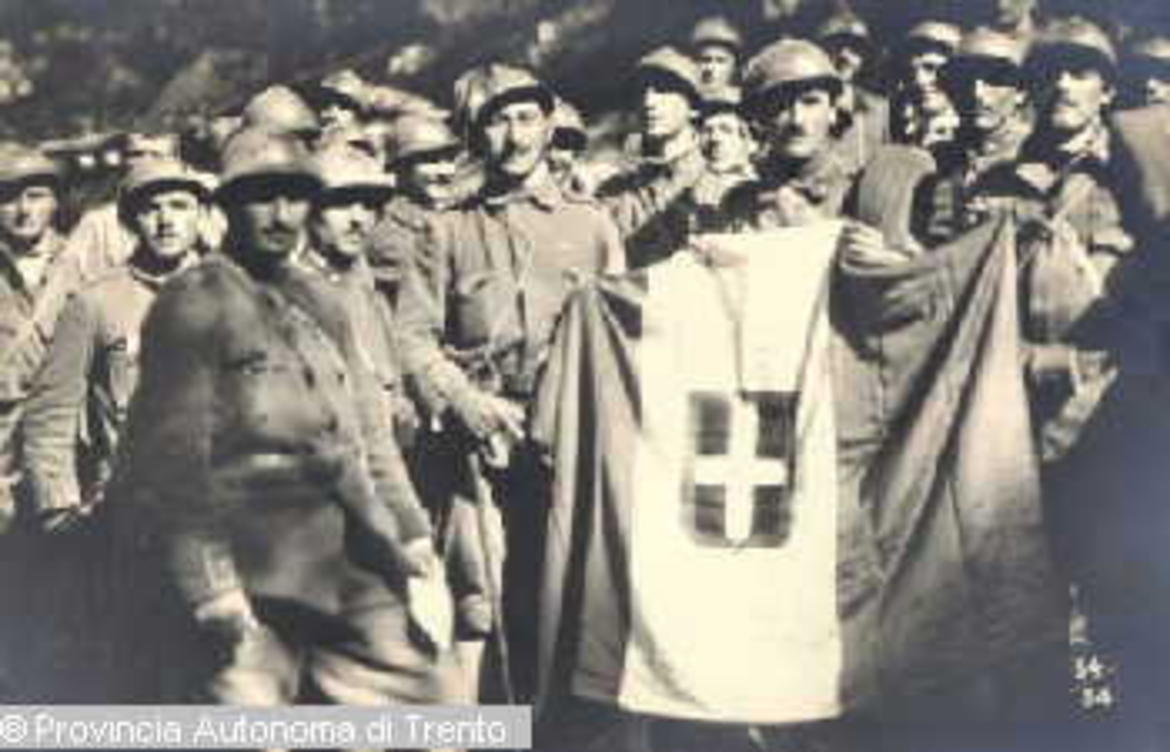
Bersaglieri del 2º Reggimento con la bandiera di guerra su Monte Fratta durante la prima guerra mondiale

Il 12 giugno venne trasferito nella zona Mezzano - Imer - Gobbera, per poi trasferirsi ai primi di luglio a Primolano e poi per ferrovia a Rocchette e il 7 luglio ad Arsiero, provvedendo tra il 7 e l'11 luglio a completare i lavori di rafforzamento nella zona di Monte Campomolon - Monte Toraro - Monte Gusella.
Il 1º agosto venne dislocato nella valle Campoluzzo ed il 20 ricevette ordine di conquistare quota 1823 contro la quale, il 18 era già fallito un attacco del battaglione alpini "Vicenza". Nella stessa notte il IV battaglione si lanciò sulla ridotta austriaca ubicata sulla quota riuscendo, nonostante la viva reazione dei difensori ed il violento fuoco
dell'artiglieria nemica, ad impadronirsene, e nella stessa giornata parte del XVII battaglione prese parte ad un attacco contro il Monte Coston. Il 25 agosto il IV battaglione si impossessò del Monte Maronia, mantenendolo saldamente nonostante gli attacchi nemici.
Nel mese di settembre il 2º bersaglieri prese parte alle operazioni per l'isolamento del presidio austriaco del Monte Coston, che ormai quasi completamente circondato per lotte precedenti, il 22 settembre cedette lasciando in mano italiana numerosi prigionieri.
Il 5 gennaio 1916 il battaglione II bis divenne LIII e alla fine di gennaio il reggimento raggiunse ed occupò le posizioni del sottosettore Vanoi - Cismon. Nel mese di marzo, dopo aver sofferto dolorose perdite per la caduta di grosse valanghe, lasciò il Trentino per raggiungere il fronte della 2ª Armata, trasferendosi prima a Feltre e poi a Cividale, dove giunse il 29 marzo e dislocandosi tra tale giorno ed il 2 aprile nella zona Serpenizza - Saga - Plužna a disposizione della Brigata "Aosta", andando a presidiare nella seconda metà di aprile le posizioni del sottosettore Ravnilaz.
La sera del 28 aprile, dopo un violento bombardamento delle trincee del Ravnilaz occupate da riparti del LIII battaglione, la fanteria austriaca avanzò decisamente, ma i soldati italiani, fermi al loro posto, contrattaccano rigettando l'aggressore. Il 10 maggio, il IV battaglione prese parte all'attacco di Monte Cukla in sostegno dei riparti alpini che vi operavano. Passato il reggimento alle dipendenze del settore di Saga, nella notte sul 25 maggio il suo comandante assume la difesa del sottosettore sinistro dell'Isonzo: il IV battaglione si trasferì nel trincerone dello Slatenik, il LIII a Jama Planina e basso Slatenik, il XVII a Serpenizza alternando in frequenti turni di linea e di riposo.
Alla fine di ottobre del 1917 in seguito alla disfatta di Caporetto il reggimento fu costretto a ripiegare. Il mattino del 25 ottobre tutti i ponti dell'Isonzo erano interrotti e la difesa del Monte Nero stava per cedere; il reggimento quindi ripiegò ulteriormente e, di fronte a Ternova, solamente il comando reggimentale ed una sola compagnia del IV battaglione riuscirono a passare poiché il ponte bruciava. Distrutto il ponte, circa due battaglioni e mezzo, nella impossibilità di trovare un passaggio per il pronto accorrere dei reparti nemici, pur essendosi difesi vigorosamente, rimasero tagliati fuori e catturati. La parte rimasta del 2º Reggimento bersaglieri giunse verso sera a Bergogna e il 26 il reggimento insieme alla Brigata "Friuli", occupò la posizione di Monte Jauer - Monte Camizza rimanendo a contatto col nemico fino al giorno 28 ottobre, ripiegando il 29 ottobre su Nimis e Fornace.
Il 2 novembre con elementi tratti dal reggimento uniti ad altri del 9º bersaglieri venne costituito un battaglione provvisorio messo il giorno stesso alla dipendenza del Corpo d'armata speciale "Di Giorgio" che concorse alla difesa della testa di ponte del Meduna.
Ricostituitisi a San Pietro di Morubio i tre battaglioni, il 2º bersaglieri, dopo il riordinamento e completamento dei reparti prese parte all'ultimo anno di guerra nella sua piena efficienza.
Il II battaglione ciclisti nel corso del conflitto si distinse a Oslavia sul Nad Logem e sul Monte Santo meritando una Medaglia d'argento al valor militare.
Il II battaglione bersaglieri partito per la Libia nel febbraio del 1915 e sbarcato a Misurata, il giorno 11 accampando nelle immediate vicinanze della città abitato, dopo avere effettua ricognizioni, a largo raggio, per la durata di più giorni, a scopo di polizia, ai primi di aprile formò con altri reparti la colonna speciale "Miani" che si scontrò con i ribelli arabi. Negli scontri cadde il comandante del battaglione mentre trascina ancora una volta all'attacco i suoi bersaglieri e con lui i tre comandanti di compagnia e restarono sul campo moltissimi gregari. I pochi superstiti, incalzati per qualche tempo dall'avversario, ripiegarono su Sirte con gli avanzi della colonna, rimanendo per una decina di giorni a presidio di tale località; imbarcati poi sulla nave '"America" raggiunsero Misurata, dove il battaglione, ricevuti complementi e nuovi quadri, venne ricostituito.
Il 24 maggio, nuovamente in efficienza, con il LV bersaglieri e con reparti di granatieri e di fanteria, prese parte alla liberazione di Misurata, caduta nelle mani dei ribelli.
L'8 settembre 1916 il battaglione venne trasferito nelle immediate vicinanze di Tripoli, mantenendo tale dislocazione fino al termine della guerra senza compiere operazioni degne di rilievo, limitando la propria attività a piccole azioni intese a respingere attacchi dei ribelli.
Nel corso della prima guerra mondiale alla guida del reggimento si sono avvicendati i seguenti comandanti:
- Colonnello Giuseppe Menarini: 31 marzo - 13 luglio 1915[1]
- Tenente colonnello Oreste De Gasperi: 14 - 27 luglio 1915
- Tenente colonnello Giovanni Battista De Negri: 28 luglio 1915 - 19 novembre 1916
- Colonnello Pietro Anselmi: 20 novembre 1916 - 7 luglio 1917
- Colonnello Giuseppe Bucalo: 20 luglio - 5 ottobre 1917
- Colonnello Ernesto Richieri: dal 10 ottobre 1917 al termine della guerra

### Primo dopoguerra
Al termine del conflitto, per effetto della circolare ministeriale nº 3.760 del 7 luglio 1924 il reggimento venne interamente trasformato in Reggimento ciclisti e con il battaglione quadro soppresso. L'11 marzo 1926, con la legge nº 396, il Reggimento venne costituito su Comando, Deposito e due battaglioni, il II e IV.
Nel 1935 il 2º Reggimento prese parte alla Campagna d'Etiopia e nel 1939 venne impiegato per l'occupazione dell'Albania nel corso della quale era così composto:
- Compagnia Comando, dotata di apparecchiature radio per comunicare con i battaglioni
- Battaglione motocorazzato, composto da una Compagnia Motociclisti e da una Compagnia Carri
- II battaglione ciclisti

Il IV battaglione ciclisti autocorazzato rimase in Patria all'ultimo momento.
Nell'autunno 1939 i resti del Reggimento fecero rientro in Italia dall'Albania, dopo le spoliazioni operate per la costituzione del 5º Reggimento di stanza a Tirana e presso il Deposito di stanza alla caserma "La Marmora" di Roma; il 2º Reggimento venne ricostruito con un cospicuo numero di quadri e a fine ottobre venne riordinato sul II, IV e XVII battaglione.

### Seconda guerra mondiale
Nel maggio 1940 venne dato l'ordine di mobilitare il Reggimento e di formare il XVII battaglione ciclisti. L'8 giugno, il Reggimento partì per la frontiera orientale su tre scaglioni. Nella notte del 10 giugno, giorno dell'entrata in guerra dell'Italia nel secondo conflitto mondiale, il 2º Reggimento era a Elsane, località in provincia di Fiume, dove neanche il segretario politico fascista era in grado di individuare un'area per l'accantonamento. Alla fine di ottobre il 2º Reggimento fece rientro a Roma. Dopo la dichiarazione di guerra alla Grecia, il 4 novembre il 2º Reggimento ricevette l'ordine di partire entro 24 ore per Taranto, con destinazione il fronte greco-albanese, in previsione di uno sbarco a Prevesa sulla costa greca, insieme al 4º Reggimento, ma a Taranto, venne dato il contrordine e il 2º Reggimento cambiò destinazione e venne inviato a Brindisi da dove partì il 10 novembre sbarcando a Valona. Il 2º Reggimento era articolato su compagnia comando, compagnia motociclisti, II, IV e XVII battaglione. Tre giorni dopo essere sbarcato a Valona il XVII battaglione venne caricato su automezzi, per costituire una colonna di protezione al ripiegamento delle forze italiane. Nella serata dello stesso giorno, anche il II battaglione raggiunse la zona di Kerasovan. Il 16 novembre si verificò il primo scontro con il nemico le cui forze erano di gran lunga superiori. Sempre il 16 novembre, il Colonnello Euclide Fantoni ottenne dal Comandante del XXV Corpo d'armata, la ricongiunzione del II e del IV battaglione sotto il suo comando su una linea di fronte poi occupata. Il compito era quello di consentire il trafilamento verso le retrovie della Divisione corazzata "Centauro" legata al ripiegamento del XXV Corpo d'armata. Il 17 novembre il 2º Reggimento venne sottoposto a incessanti azioni di artiglieria e al tiro preciso dei mortai e il 20 e il 21 novembre si distinse nella protezione del ripiegamento a favore della Divisione "Modena". Il IV battaglione fu costretto a ripiegare sottoposto all'attacco da parte di un reggimento greco, mantenendo il 22 novembre le posizioni e immolandosi nella notte contro il nemico alla stretta di Amistà. Successivamente i resti del Reggimento raggiunsero Arinista per assumere la difesa dello sbarramento del fronte di Tepelenë (it. Tepelena). Il 29 novembre, nella notte, il Reggimento venne trasferito nella zona di i. Dal 30 novembre al 4 dicembre il Reggimento operò nei valloncelli del Monte Murzines, Monte Luna (1.080 m s.l.m.), Monodendri, Monastero Profeta Elia, Giorgiuzzati. Le compagnie furono impiegate sul fronte decentrate dal Comando reggimento. Il 2 dicembre, nelle prime ore del pomeriggio il Comandante del settore ordinò al Capitano Sterini di assumere il comando dei resti delle tre compagnie (120 uomini) per rioccupare il costone di Zervat e mettere in salvo le batterie della Divisione corazzata "Centauro"; nell'azione si contarono 6 morti e 40 feriti. Il 23 dicembre, il Reggimento giunse a Dragotti (albanese, Dragot) dove affluì dal Deposito l'LXXXII battaglione complementi. Il Reggimento, dopo 4 mesi di resistenza in Val Vojussa, si ridusse a poche centinaia di uomini.
Il 22 gennaio 1941, il Comandante del XXV Corpo d'armata, dovendo riconquistare quota 1.308 del Mali Trebescines, affidò l'azione al Maggiore Riva di Villasanta, effettivo al 2º Reggimento. L'azione, che venne condotta contro un intero reggimento fallì con gravi perdite. A fine gennaio, la Divisione "Legnano", fresca di impiego, si sovrappose allo schieramento del Reggimento, ma anche l'azione della Divisione "Legnano" non ottenne frutti e i reparti vennero ritirati gradatamente. Il 13 febbraio l'offensiva greca venne sviluppata in pieno sul fronte di Tepelenë. Il 22 febbraio, la grande offensiva tentata dall'avversario poté considerarsi stroncata. Il 6 marzo all'alba ebbe inizio una nuova e grande offensiva greca contro il settore di Vojussa alla quale le forze italiane risposero dal 9 marzo con una vigorosa controffensiva nel settore di Berat. Nella seconda metà di marzo giunse in rinforzo al Reggimento un nuovo battaglione complementi composto da feriti recuperati e nuove reclute. Il Colonnello Fanteri gli impose il numero XVII. Il 17 aprile, il Reggimento raggiunse all'alba il fiume Cardign. Il XVII battaglione, il solo fornito di biciclette, costituiva il nucleo esplorante. Il 22 aprile i due battaglioni appiedati del reggimento, il II e il IV, oltrepassarono il confine. Il 23 aprile, termina la Campagna di Grecia e d'Albania, il Reggimento era ridotto al 13,4% della sua forza.
Nel corso del 1942 e del 1943 il 2º Reggimento rimase nei Balcani assolvendo a compiti di presidio e contro guerriglia. L'8 settembre 1943, il 2º Reggimento venne colto dalla proclamazione dell'armistizio con i tre battaglioni dislocati in località diverse. I bersaglieri rimasero isolati e molti raggiunsero i partigiani greci sulle montagne nell'isola di Eubea. Il Comando di Reggimento a Kalakis con il XVII battaglione raggiunse Salonicco via mare e venne tradotto in Germania. Il Comandante, Colonnello Reggianini, tagliò la Bandiera di guerra in dieci pezzi affidandola ad altrettanti ufficiali, per evitare che finisse in mano avversaria.
Nel corso della seconda guerra mondiale alla guida del reggimento si sono avvicendati i seguenti comandanti:
- Colonnello Euclide Fantoni (15 aprile 1939-21 giugno 1941)[2]
- Tenente colonnello Mario Conti (ad interim)
- Colonnello Angelo Maestri
- Colonnello Reggianini (1943)

### 2º Battaglione bersaglieri "Governolo"
Il 24 maggio 1961 il IX battaglione bersaglieri del 4º Reggimento fanteria corazzato della Divisione "Legnano" assunse il numerico di II battaglione bersaglieri, raccogliendo l'eredità del II battaglione bersaglieri che, equipaggiato con VTT M113, costituiva la componente meccanizzata del Reggimento di appartenenza.

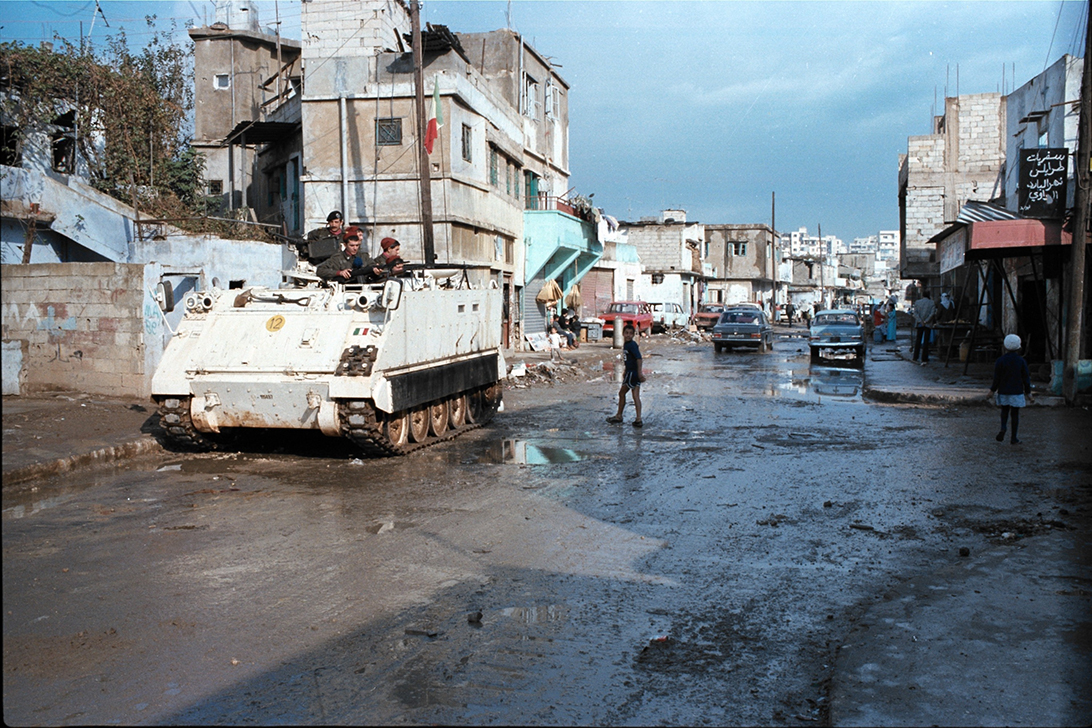
soldati del 2º Battaglione bersaglieri "Governolo" in Libano nel 1982

A seguito della ristrutturazione dell'Esercito Italiano, che aboliva il livello reggimentale, il 29 ottobre 1975 il 4º Reggimento fanteria corazzato venne sciolto e i suoi battaglioni autonomi nell'ambito della brigata di appartenenza.
Il II battaglione bersaglieri, stanziato a Legnano (MI) assunse la denominazione di 2º Battaglione bersaglieri "Governolo" e inquadrato nella Brigata meccanizzata "Legnano", ereditando la bandiera di guerra e le tradizioni del 2º Reggimento bersaglieri.
Tra novembre e dicembre 1980 i bersaglieri del 2º Battaglione "Governolo" furono tra i primi reparti dell'Esercito Italiano a prestare soccorso alle popolazioni dell'Irpinia colpite dal terremoto. Per l'opera prestata la bandiera del battaglione venne decorata di Medaglia di bronzo al valore dell'esercito.
Nell'agosto 1982 il 2º Battaglione bersaglieri "Governolo" al Comando del Tenente Colonnello Bruno Tosetti, dopo vari mesi di addestramento specifico nella caserma di Legnano, venne imbarcato a Brindisi da dove partì alla volta di Beirut, in Libano. La data è storica perché è in assoluto il primo vero invio in forze di reparti Militari Italiani dopo il secondo conflitto mondiale. In quindici giorni il reparto di volontari di leva scortò migliaia di palestinesi da Beirut a Damasco attraversando le linee israeliane che cingevano d'assedio la capitale del Libano, impedendone di fatto la ritirata e continuando a bombardare i miliziani palestinesi e i militari siriani alleati. Il 2º battaglione Bersaglieri "Governolo", terminata la missione Libano 1, fece rientro in Italia, ma, dopo due settimane, nel settembre 1982, venne rispedito con tutti i suoi effettivi nuovamente a Beirut per la missione Libano 2, in seguito ai massacri che miliziani libanesi filo israeliani perpetrarono sotto il comando di un maggiore dell'Esercito libanese Addad nei campi profughi palestinesi Sabra e Shatila. Il 2º Battaglione bersaglieri "Governolo" fece il suo rientro definitivo in Italia nel marzo 1983.
Per la partecipazione alla missione in Libano la bandiera di guerra del battaglione venne decorata con la Croce di Cavaliere dell'Ordine militare d'Italia.

### Ricostituzione e scioglimento
Nel 1992 con il ripristino del livello reggimentale sulla base del 2º Battaglione bersaglieri "Governolo" venne ricostituito il 2º Reggimento bersaglieri che nel 1993, dal 30 giugno all'8 ottobre prese parte alla missione in Somalia guadagnando una Medaglia d'argento al valore dell'Esercito.
Il 17 ottobre 1996, in seguito allo scioglimento della Brigata meccanizzata "Legnano", il 2º Reggimento bersaglieri passò alle dipendenze della Brigata meccanizzata "Centauro"; nel 2002 iniziato il processo di deattivazione della brigata "Centauro", non destinata a diventare una unità composta da personale professionale, in quest'ottica, il reggimento venne dapprima gemellato con il Reggimento artiglieria a cavallo "Voloire", dal quale prese i servizi, e poi disciolto. La bandiera di guerra del 2º reggimento bersaglieri è ora custodita presso il Sacrario delle bandiere del Vittoriano di Roma.

## Simboli

### Stemma
Scudo: inquartato; il primo d'argento al leone d'azzurro, armato e lampassato di rosso; il secondo d'azzurro al ponte levatoio di Governolo d'oro; il terzo d'azzurro allo scaglione d'oro accompagnato in capo da una fascia ondata dello stesso (Isonzo); il quarto d'argento a due sciabole d'azzurro in decusse (una delle quali a lama dritta), accompagnate da due stelle d'azzurro in fascia (Custoza). Nel punto d'onore, uno scudetto sannitico di rosso, bordato di porpora ad un palo di nero, caricato dell'elmo di Scanderbeg d'oro.
Ornamenti esteriori
corona turrita d'oro
lista bifida: d'oro, svolazzante, collocata sotto la punta dello scudo, incurvata con la concavità rivolta verso l'alto, riportante il motto a caratteri capitali di nero: "NULLI SECUNDUS".
onorificenza: accollata alla punta dello scudo l'insegna dell'Ordine militare d'Italia, pendente al centro del nastro con i colori dello stesso.
nastri rappresentativi delle ricompense al valore: annodati nella parte centrale non visibile della corona turrita, scendenti svolazzanti in sbarra ed in banda dal punto predetto, passando dietro la parte superiore dello scudo: 2 d'azzurro, filettate d'argento (Medaglia d'argento al valor militare); 2 d'azzurro (Medaglia di bronzo al valor militare); 1 d'azzurro con due pali d'argento (Croce di guerra al valor militare); 1 d'azzurro con due pali d'oro (Medaglia al valor dell'Esercito).
Sintesi della blasonatura
Scudo di forma Sannitica quadripartito.
Nel 1º quarto richiamo alla presenza del corpo in Crimea, inserito nel contingente dell'Armata Sarda, mediante la simbologia araldica relativa ai viaggi in terre lontane.
Nel 2º quarto espressamente dedicato al combattimento di Governolo (ponte sul Mincio), per il quale la 2ª compagnia meritò la M.B.V.M.
Nel 3º quarto ricordo della partecipazione alla Grande Guerra, in particolare delle eroiche gesta compiute dal reggimento sulle colline che sovrastano l'lsonzo.
Nel 4º quarto è riferito alla battaglia di Custoza, ma ricorda anche le due M.B.V.M. (rappresentate dalle due stelle) meritate nel corso della prima Guerra d'Indipendenza.
Al centro dello stemma lo scudetto, bordato di porpora (colore tradizionale della specialità) con i colori d'Albania e l'elmo del suo eroe nazionale, a significare il rispetto delle più pure tradizioni bersaglieresche conservate anche nelle ultime avverse vicende militari.

### Insegne
- Il Reggimento indossa il fregio dei bersaglieri in metallo di colore oro: bomba da granatiere con fiamma a sette lingue, cornetta da cacciatore e due carabine intrecciate. A differenza dei trofei delle altre armi, dove la fiamma sale dritta, quella del bersagliere è inclinata, fuggente, quasi a rappresentare la corsa, l'assalto… la vita e la generosità.
- Le mostrine del Reggimento sono le fiamme a due punte di colore cremisi; alla base della mostrina si trova la stella argentata a 5 punte bordata di nero, simbolo delle forze armate italiane

## Onorificenze

### Decorazioni alla Bandiera di Guerra
La bandiera di guerra del 2º Reggimento bersaglieri è stata insignita, nel corso della sua storia, delle seguenti onorificenze:

## Persone legate al Reggimento
- Alberto Fantacone
- Edoardo Suarez
- Eduardo De Filippo
- Mario Fascetti